# روك تجريبي
الروك التجريبي (بالإنجليزية: Experimental rock)‏ (ويسمى أيضا avant-rock) هو نوع فرعي من موسيقى الروك يدفع تقنيات التأليف والأداء إلى حدودها أو يقوم على تجريب طرق جديدة للتعامل مع العناصر الأساسية للنوع الموسيقى. يهدف الفنانون للتحرر والتجديد، بحيث أن بعض أبرز مميزات الروك التجريبي تتمثل في الأداء الارتجالي، تأثيرات طليعية، مقطوعات غريبة، كلمات (أو مقطوعات) غامضة، بنيات وإيقاعات غير اعتيادية، ورفض للدوافع تجارية.